# 中込站
中込站（日语：／ Nakagomi eki */?）是位於長野縣佐久市中込，東日本旅客鐵道（JR東日本）的小海線車站。
此站是佐久市中心車站，但是乘車人次比佐久平站和岩村田站少。此站設有小海線營業所（舊・中込運輸區），管理小海線。此站管理線內所有車輛，成為小海線其中一座據點車站。

## 歷史
- 1915年（大正4年）
  - 8月8日：佐久鐵道 小諸站至此站之間開通，此站啟用[1][2]。為旅客和貨物車站。
  - 12月28日：佐久鐵道 此站至羽黑下站之間開通[3]。
- 1934年（昭和9年）9月1日：佐久鐵道被國有化，成為國鐵車站[4]。
- 1984年（昭和59年）2月1日：結束貨物起卸業務[5]。
- 1987年（昭和62年）4月1日：伴隨國鐵分割民營化，車站由東日本旅客鐵道（JR東日本）營運[6][5]。
- 1997年（平成9年）9月30日：當日起，車站租車營業所結業[7]。
- 2018年（平成30年）9月29日：當日起，View Plaza結業[8]。

## 車站構造
車站是一座地面車站，設有1面1線單式月台和1面2線島式月台，共有2面3線的月台。車站大樓位於單式月台側。各月台之間設有跨線橋連接。
此站是直營車站和管理車站。設有綠色窗口（營業時間 5：40 - 21：50）。

### 月台
| 月台 | 路線    | 上下行 | 方向                   | 備註               |
| ---- | ------- | ------ | ---------------------- | ------------------ |
| 1    | ■小海線 | 下行   | 佐久平、小諸方向       |                    |
| 2    | ■小海線 | 上行   | 小海、清里、小淵澤方向 |                    |
| 3    | ■小海線 | 下行   | 佐久平、小諸方向       | 首班列車使用此月台 |
| 3    | ■小海線 | 上行   | 小海、清里、小淵澤方向 | 首班列車使用此月台 |

## 利用狀況
根據「JR東日本」資料，在2019年度（令和元年度）的1日平均乘車人次為954人。
以下為近年乘車人次變化：
| 乘車人次變化       | 乘車人次變化     | 乘車人次變化           |
| 年度               | 1日平均 乘車人次 | 參考資料               |
| ------------------ | ---------------- | ---------------------- |
| 2000年（平成12年） | 1,321            | [ 利用客数 2 ]         |
| 2001年（平成13年） | 1,285            | [ 利用客数 3 ]         |
| 2002年（平成14年） | 1,254            | [ 利用客数 4 ]         |
| 2003年（平成15年） | 1,245            | [ 利用客数 5 ]         |
| 2004年（平成16年） | 1,197            | [ 利用客数 6 ]         |
| 2005年（平成17年） | 1,144            | [ 利用客数 7 ]         |
| 2006年（平成18年） | 1,078            | [ 利用客数 8 ]         |
| 2007年（平成19年） | 1,029            | [ 1 ] [ 利用客数 9 ]   |
| 2008年（平成20年） | 1,027            | [ 1 ] [ 利用客数 10 ]  |
| 2009年（平成21年） | 1,005            | [ 1 ] [ 利用客数 11 ]  |
| 2010年（平成22年） | 996              | [ 10 ] [ 利用客数 12 ] |
| 2011年（平成23年） | 1,009            | [ 利用客数 13 ]        |
| 2012年（平成24年） | 1,025            | [ 利用客数 14 ]        |
| 2013年（平成25年） | 1,015            | [ 利用客数 15 ]        |
| 2014年（平成26年） | 987              | [ 利用客数 16 ]        |
| 2015年（平成27年） | 995              | [ 利用客数 17 ]        |
| 2016年（平成28年） | 994              | [ 利用客数 18 ]        |
| 2017年（平成29年） | 1,015            | [ 利用客数 19 ]        |
| 2018年（平成30年） | 998              | [ 利用客数 20 ]        |
| 2019年（令和元年） | 954              | [ 利用客数 1 ]         |

## 車站周邊
- 小海線營業所（日语：小海線営業所）
- 長野縣野澤北高等學校（日语：長野県野沢北高等学校）
- 長野縣野澤北高等學校（日语：長野県野沢南高等学校）
- 長野縣佐久合同廳舍
- 佐久綜合運動公園
  - 佐久綜合運動公園陸上競技場（日语：佐久総合運動公園陸上競技場）
- 佐久市立中込中學
- 佐久市立中込小學
- 千曲川
- 國道254號
- 野澤郵局

## 巴士路線
- 佐久市循環巴士　南循環線（佐久市委托了千曲巴士（日语：千曲バス）運行）
  - 佐久醫療中心 - 中込站 - 野澤巴士中心 - 佐久綜合醫院 - 臼田站 - 中込站 - 佐久市珍廳 - 佐久醫療中心

- 千曲巴士 山手線
  - 佐久綜合醫院 - 中込站 - 野澤中心 - 彌生丘團地 - Sunpia佐久入口 - 上原鄰保館前 - 相濱 - 八幡 - 望月巴士總站 ※只於平日服務
- 千曲巴士 合同廳舍線
  - 中込站 - 合同廳舍 ※只於平日服務（1班）
- 千曲巴士 內山線
  - 野澤巴士中心 - 中込站 - 城山小學前 - 本鄉農協前 - 舊内山保育園前 - 苦水公民館前 - 初谷 ※只於平日服務（2班）
- 千曲巴士 大澤線
  - 中込站 - 野澤巴士中心 - 丸山橋 - 大澤新田 ※只於平日服務（2班）
- 千曲巴士 上田佐久線
  - 臼田勝間 - 佐久綜合醫院（日语：佐久総合病院） - 野澤巴士中心 - 中込橋場（中込站西南方）- 岩村田 - 佐久平站 - 小諸站 - 田中站 - 大屋站 - 上田站 - 下秋和車庫 ※只於平日服務

## 相鄰車站
東日本旅客鐵道（JR東日本）
■小海線
太田部－中込－滑津

## 注腳

### 使用狀況
1. 1 2  各駅の乗車人員（2019年度） （页面存档备份，存于）（日語） - 東日本旅客鐵道
2. ↑  各駅の乗車人員（2000年度） （页面存档备份，存于）（日語） - 東日本旅客鐵道
3. ↑  各駅の乗車人員（2001年度） （页面存档备份，存于）（日語） - 東日本旅客鐵道
4. ↑  各駅の乗車人員（2002年度） （页面存档备份，存于）（日語） - 東日本旅客鐵道
5. ↑  各駅の乗車人員（2003年度） （页面存档备份，存于）（日語） - 東日本旅客鐵道
6. ↑  各駅の乗車人員（2004年度） （页面存档备份，存于）（日語） - 東日本旅客鐵道
7. ↑  各駅の乗車人員（2005年度） （页面存档备份，存于）（日語） - 東日本旅客鐵道
8. ↑  各駅の乗車人員（2006年度） （页面存档备份，存于）（日語） - 東日本旅客鐵道
9. ↑  各駅の乗車人員（2007年度） （页面存档备份，存于）（日語） - 東日本旅客鐵道
10. ↑  各駅の乗車人員（2008年度） （页面存档备份，存于）（日語） - 東日本旅客鐵道
11. ↑  各駅の乗車人員（2009年度） （页面存档备份，存于）（日語） - 東日本旅客鐵道
12. ↑  各駅の乗車人員（2010年度） （页面存档备份，存于）（日語） - 東日本旅客鐵道
13. ↑  各駅の乗車人員（2011年度） （页面存档备份，存于）（日語） - 東日本旅客鐵道
14. ↑  各駅の乗車人員（2012年度） （页面存档备份，存于）（日語） - 東日本旅客鐵道
15. ↑  各駅の乗車人員（2013年度） （页面存档备份，存于）（日語） - 東日本旅客鐵道
16. ↑  各駅の乗車人員（2014年度） （页面存档备份，存于）（日語） - 東日本旅客鐵道
17. ↑  各駅の乗車人員（2015年度） （页面存档备份，存于）（日語） - 東日本旅客鐵道
18. ↑  各駅の乗車人員（2016年度） （页面存档备份，存于）（日語） - 東日本旅客鐵道
19. ↑  各駅の乗車人員（2017年度） （页面存档备份，存于）（日語） - 東日本旅客鐵道
20. ↑  各駅の乗車人員（2018年度） （页面存档备份，存于）（日語） - 東日本旅客鐵道

## 外部連結
- 車站資訊（中込）：東日本旅客鐵道（日語）